# Biljana Plavšić
Biljana Plavšić (en cyrillique serbe Биљана Плавшић), née le 7 juillet 1930 à Tuzla (alors dans le royaume de Yougoslavie), est l'ancienne présidente de l'entité serbe de Bosnie-Herzégovine, la république serbe de Bosnie.

## Biographie
Fille du directeur du musée des sciences naturelles de Sarajevo, elle est professeur de biologie à l'université de Sarajevo. Elle se spécialise ensuite en virologie botanique et publie près d'une centaine de travaux et études scientifiques. Elle adhère au Parti démocratique serbe et devient un des trois membres de la présidence de la Bosnie-Herzégovine de 1990 à 1992. Elle est élue en juillet 1996 présidente de la république serbe de Bosnie (Republika Srpska), succédant à Radovan Karadžić. 
À partir de 2001, elle est accusée par le Tribunal pénal international pour l'ex-Yougoslavie (TPIY) de génocide ou complicité de génocide, crime contre l'humanité et violation des droits et coutumes de la guerre pour la période du 1er janvier au 30 décembre 1992. Elle plaide dans un premier temps non coupable, puis coupable à la fin de l'année 2002. Sur les huit chefs d'inculpation initiaux, le tribunal ne retient pas sept chefs d'inculpation dont deux pour génocide. Au cours de son procès, Madeleine Albright exhorte la juridiction à prendre en considération dans un sens favorable à la prévenue les aveux de Plavšić. Elle est condamnée, le 27 février 2003, à onze ans de prison pour crime contre l'humanité pour son rôle dans la guerre, notamment pour avoir visé des civils.
Purgeant sa peine à la prison pour femmes d'Hinseberg d'Örebro, en Suède, elle bénéficie d'une libération anticipée le 27 octobre 2009, après avoir effectué les deux tiers de sa peine. Elle quitte la Suède le même jour. Arrivée à Belgrade à bord d'un avion affrété par le gouvernement serbe, elle est accueillie par Milorad Dodik, Premier ministre de la république serbe de Bosnie.